# Rio Alunul (Olt)
O Rio Alunul é um rio da Romênia afluente do rio Olt, localizado no distrito de Vâlcea.